# Il Circolo Otes
Il circolo Otes è un romanzo di Giuseppe D'Agata.

## Trama
Il romanzo non ha una trama vera e propria essendo un insieme di parti molto diverse.
L'autore lo sottotitola "congegno narrativo".
L'Io narrante è un medico che vive in una città di provincia non citata, probabilmente Bologna, ma vorrebbe fare lo scrittore. Un suo amico, Al, probabilmente l'Alter ego dell'autore, è invece uno scrittore più affermato, che in seguito si trasferisce a Milano.
Il testo contiene brani da opere di Al, e anche uno del narratore, ambientato in un paese del Molise (D'Agata è figlio di molisani).
Lo spazio finale è occupato da un breve romanzo di struttura più tradizionale che narra le vicende di tre giovani aspiranti jazzisti durante la Resistenza.

## Edizioni
- Giuseppe D'Agata, Il circolo Otes, Feltrinelli, 1966.